# کلارا و خورشید (فیلم)
کلارا و خورشید (انگلیسی: Klara and the Sun) یک فیلم ویران‌شهری علمی تخیلی آمریکایی در شرف اکران به کارگردانی تایکا وایتیتی و نویسندگی داهوی والر است که بر پایهٔ رمانی به همین نام نوشتهٔ کازوئو ایشی‌گورو ساخته شده است. جنا اورتگا و ایمی آدامز بازیگران آن هستند.

## گمانه‌زنی داستان
رباتی به نام کلارا وجود دارد تا احساس تنهایی کسانی که با آن‌ها زندگی می‌کند را تسکین دهد.

## بازیگران
- جنا اورتگا در نقش کلارا
- ایمی آدامز در نقش کریس
- میا تاریا در نقش جوزی
- آران مورفی در نقش ریک
- ناتاشا لیون در نقش مغازه دار
- سایمون بیکر در نقش پدر جوزی

## تولید
در ژوئیه ۲۰۲۰، 3000 Pictures متعلق به سونی حقوق نمایش رمان کلارا و خورشید اثر کازوئو ایشی‌گورو را به دست آورد. در ۱۲ مارس ۲۰۲۱، داهوی والر قرار بود فیلم‌نامه را بنویسد و ایشی‌گورو به‌عنوان تهیه‌کنندهٔ اجرایی در پروژه کار کند. در مهٔ ۲۰۲۳، تایکا وایتیتی برای کارگردانی و تهیه‌کنندگی فیلم وارد مذاکره شد.
در ژانویه ۲۰۲۴، وایتیتی برای کارگردانی این فیلم تأیید شد و جنا اورتگا در حال مذاکره برای بازی در نقش اصلی بود. ماه بعد، ایمی آدامز، میا تاریا، آران مورفی، ناتاشا لیون و سایمون بیکر به گروه بازیگران پیوستند، در حالی که حضور اورتگا برای بازی در نقش کلارا تأیید شد. در اوت ۲۰۲۴ مشخص شد که استیو بوشمی بخشی از بازیگران این فیلم بوده است.
تصویربرداری اصلی در ژانویه ۲۰۲۴ تحت عنوان کاری اشک و باران آغاز گردید و صحنه‌هایی در استودیو سیلورلایت در واناکا فیلمبرداری شد. همچنین مراحل تولید در اوایل آوریل ۲۰۲۴ در اوکلند صورت گرفت.

## انتشار
در ابتدا انتظار می‌رفت کلارا و خورشید در اواخر سال ۲۰۲۴ در ایالات متحده منتشر شود.